# True Life
True Life é um programa pertencente à MTV (Music Television) que consiste em mostrar problemas da vida real, e como as pessoas que sofrem esses determinados problemas conseguem se curar, exemplos, drogas, vicios, etc.

## Temporadas

### 1ª temporada(1998)
- "Fatal Dose" (03-24-1998)
- "No Money, Mo' Problems" (04-07-1998)
- "Freaknik" (4-14-1998)
- "POV: Road Trip"(4-28-1998)
- "I'm a Porn Star"(10-7-1998)
- "Matthew's Murder" (11-11-1998)
- "It Could Be You" (12-01-1998)

### 2ª temporada (1999–2000)
- "I'm a Hacker" (10-13-1999)
- "I Need Sex Rx" (10-20-1999)
- "I Am Driving While Black" (10-27-1999)
- "I'm a Model" (11-24-1999)
- "I'm a Football Hero" (1-19-2000)
- "I'm on Crystal Meth" (2-9-2000)
- "I'm a Star At Sundance" (2-16-2000)
- "I'm the Youngest Tycoon in the World" (2-23-2000) classificação etaria:10 anos
- "I'm a Comic" (3-1-2000)
- "I'm On The Runway" (3-8-2000)
- "I'm Horny in Miami" (3-15-2000)
- "I'm Going To Mardi Gras" (3-29-2000)
- "I Live in a Brothel" (4-5-2000)
- "The Travelers"(4-19-2000)[1]

### 3ª temporada(2000–2003)
- "I'm on Ecstasy" (11-30-2000)
- "I'm a Backyard Wrestler" (12-3-2000)
- "I Drive Race Cars" (4-3-2001)
- "I'm a Cheerleader" (4-10-2001)
- "I'm a Beauty Queen" (4-17-2001)
- "I Can't Breathe" (11-14-01)
- "The Aftermath of Terror" (1-2-2002)
- "I'm a Private Wrestler" (1-6-2002)
- "I'm a True Life VIP" (1-8-2002)
- "I'm Getting Plastic Surgery" (2-7-2002)
- "I'm Coming Out" (6-27-2002)
- "I Have Embarrassing Parents" (7-11-2002)
- "I'm in Therapy" (7-18-2002)
- "I'm Getting Married" (9-21-2002)
- "I'm Going to Fat Camp" (12-7-2002)
- "I'm a Heisman Trophy Candidate" (12-22-2002)
- "I'm Getting Breast Implants" (12-29-2002)
- "Sex2k" (1-5-2003)

### 4ª temporada(2003–2004)
- "I Was Famous for 15 Minutes" (2-1-2003)
- "I Have a Phobia" (2-6-2003)
- "I'm Adopted" (2-13-2003)
- "I've Got Baby Mama Drama" (2-20-2003)
- "I Live in the Terror Zone" (2-27-2003)
- "I'm a Binge Drinker" (3-6-2003)
- "I'm a Gamer" (3-13-2003)
- "I'm a College Baller" (3-20-2003)
- "I'm Breaking Up" (3-27-2003)
- "I Have an Eating Disorder" (4-3-2003)
- "I'm Shipping Out" (4-10-2003)
- "School's Out: The Life of a Gay High School in Texas" (4-17-2003)
- "I'm Wasted" (4-24-2003)
- "I'm Going to the Prom" (5-1-2003)
- "First Year" (6-12-2003)
- "I'm a Fanatic" (7-10-2003)
- "I'm A High School Senior" (Bayonne, NJ High School and Long Beach, NY High School) (7-10-2003)
- "I'm in a Wheelchair" (7-17-2003)
- "I'm a Neglected Girlfriend" (7-24-2003)
- "I'm Getting Divorced" (7-31-2003)
- "I Want the Perfect Body" (8-7-2003)
- "I'm Obsessed with My Dog" (8-14-2003)
- "I'm a Street Racer" (9-4-2003)
- "I Live with My Parents" (9-18-2003)
- "I'm a Girlfriend" (Boyfriend)" (9-25-2003)
- "I'm an Urban Cheerleader" (10-2-2003)
- "I'm Hooked on OxyContin" (10-16-2003)
- "I'm a Little Person" (10-23-2003)
- "I Have a Friend with Benefits" (11-6-2003)
- "I'm a Clubber" (11-13-2003)
- "I Have a Summer Share" (11-20-2003)
- "I'm in the System" (1-15-2004)
- "I'm an Identical Twin" (1-22-2004)
- "I'm a Big Wave Surfer" (1-29-2004)
- "I Live in Iraq" (2-5-2004)
- "I'm on Adderall"(2-19-2003)

### 5ª temporada (2004)
- "I'm Gay and I'm Getting Married" (6/24/2004)
- "I'm Obese" (7/1/2004)
- "I'm Surviving High School" (7/8/2004)
- "I Live a Double Life" (7/15/2004)
- "I'm a Muay Thai Fighter" (7/22/2004)
- "I'm in an Interracial Relationship" (7/29/2004)
- "I'll Do Anything for Money" (8/12/2004)
- "I Live to Ride" (8/19/2004)

### 6ª temporada (2004)
- "I'm Backpacking Through Europe" (07/10/2004)
- "I'm a Jersey Shore Girl" (14/10/2004)
- "I'm Rallying to L.A." (21/10/2004)

### 7ª temporada (2005)
- "I'm on a Diet" (05/10/2005)
- "I'm Dead Broke" (06/02/2005)
- "I'm Moving Back in with My Parents" (06/16/2005)
- "I'm Coming Home From Iraq" (06/23/2005)
- "I Want the Perfect Body II" (07/07/2005)
- "I'm a Battle Rapper" (07/14/2005)
- "I'm a Professional Gamer" (11/20/2005)